# Терса
Терса (на руски: Терса) е река в Саратовска и Волгоградска област на Русия, десен приток на Медведица (ляв приток на Дон). Дължина 239 km. Площ на водосборния басейн 8600 km².
Река Терса води началото си от западните части на обширното Приволжко възвишение, на 213 m н.в., на 3 km северозападно от село Липовка, в западната част на Саратовска област. В горното и средно течение тече в южна посока, а в долното – в източна, в широка долина по крайните югозападни разклонения на Приволжкото възвишение. В засушливи години пресъхва за период от 6 месеца. Влива се отдясно в река Медведица (ляв приток на Дон), при нейния 308 km, на 105 m н.в., при село Терсинка във Волгоградска област. Основни притоци: леви – Таловка (50 km), Берьозовая (50 km), Вязовка (63 km), Шчелкан (122 km); десни – Гусевка (35 km), Елан (218 km). Има смесено подхранване с преобладаване на снежното с ясно изразено пролетно пълноводие през април. Среден годишен отток на 120 km от устието 5,6 m³/s. Заледява се през ноември или декември, а се размразява в края на март или 1-вата половина на април. По бреговете на реката са разположени множество населени места, в т.ч. селището от градски тип Самойловка в Саратовска област и селищата от градски тип Елан и Рудня във Волгоградска област.